# 管口紫沟螺
管口紫沟螺（学名：Viriola incisa），是异腹足目左锥螺科双肋螺属的一种。主要分布于台湾，常栖息在潮间带至浅水海域。